# 黄蓋
黄 蓋（こう がい、? - 建安19年（215年））は、中国後漢末期の武将。字は公覆。荊州零陵郡泉陵県の人。孫堅・孫策・孫権に仕えた宿将である。子は黄柄。

## 人物

### 経歴
『呉書』によると、祖先が南陽太守の黄子廉という人物で、その子孫は各地に散らばった。黄蓋の一族は祖父の時代に零陵へ移住してきたという。若い頃に父が亡くなり、貧しい生活をしていたが、常に大志を抱き、上表文の書き方や兵法の勉強に勤しんでいた。
郡の役人になった後、孝廉に推挙された。三公から招聘を受けたが、孫堅が挙兵するとこれに従い、荊州南部の反乱や董卓討伐に従軍して活躍し、別部司馬に任命された。
孫堅の死後は孫策に仕え、孫策の江東制覇に従った。孫策が劉表と黄祖の征伐報告をした時の上奏に、呂範・程普・孫権・韓当と共に黄蓋の名もある（「孫破虜討逆伝」が引く『呉録』）。孫策が早世すると、跡を継いだ孫権にも仕えて若い主君を支えた。
黄蓋は自ら甲冑をつけ、刀剣を振るって各地の反乱を鎮圧し、城を攻略した。統治が困難な地域には黄蓋が長官として任じられ、石城県・春穀県・尋陽県など9つの県に赴任し、丹陽都尉にまでなった。法令に厳格な処罰を行ないつつも、強きを抑えて弱きを助ける統治を行ったため、どの地も無事に平定された。また、土着民族たる山越までもが信服し、人々は平穏に暮らすことができた。
風貌に威厳があり、兵卒を思いやり優しく接したため、軍を率いた時に兵士達は命をふるって戦った。
建安12年（208年）、曹操が江南に進軍を開始し赤壁の戦いが始まると、黄蓋は周瑜の指揮下で従軍した。曹操軍の艦船を焼き討ちすることを進言し、偽りの投降を用いた火攻めで曹操軍を攻め立て、曹操軍の艦船と岸辺の軍営を焼き払った。これらの要因から曹操は撤退を余儀なくされた。赤壁において、黄蓋は流れ矢に当たって長江に落ちてしまい、救い上げられたものの、黄蓋とわからなかったために、負傷したまま厠に放置されてしまった。しかし、同僚の韓当が見つけ手当てさせたため、九死に一生を得たという（「周瑜伝」、「黄蓋伝注引呉書」）。この功績で、武鋒中郎将に任命された。
武陵蛮が反乱を起こすと、黄蓋が武陵太守に任命され鎮圧の任にあたることになった。郡の兵士は500人程であったが、賊軍を城門に誘い込んで撃退し反乱を鎮圧した。この時、首謀者以外の者の罪は問わなかった。反乱を鎮めると、これまで益州に服していた巴・醴・由・誕の部族も誼を通じてくるようになった。
また、山越の反乱者に長沙郡益陽県を攻められるとそれも平定し、偏将軍に昇進した。
その後、黄蓋は病に伏せりそのまま病没した。黄蓋には決断力があり、事務を長期間滞らせることがなかったため、孫権領内の人々は彼を偲んだという。孫権は彼の子に関内侯の爵位を授けた。『呉書』によると、肖像画を描いて季節ごとにお祭をした人々もいたという。
没年は不明だが、死後その配下の軍勢は、同時期に亡くなった孫瑜の軍と共に、孫皎が指揮をしたとあるため（「宗室伝」）、孫瑜が亡くなった215年の時点では、黄蓋は既に死去していたことが確認できる。
『安南志略』巻7には、南海郡出身で同姓同名の黄蓋が呉の日南太守となったが、貪欲であったため追放されたという記述がある。

### 三国志演義
小説『三国志演義』では「鉄鞭」を愛用武器とする武将として、程普・韓当・祖茂と共に孫堅軍の猛将の一人として登場する。孫堅が伝国の玉璽をめぐり袁紹と対立すると、程普・韓当と共に袁紹軍の顔良・文醜と対峙している。孫堅が劉表との戦いで戦死すると、孫策を守り戦い、黄祖を生け捕って孫堅の遺体との交換材料にする。孫策が挙兵すると程普らと共に合流し、再びその配下となる。赤壁の戦いにおいて張昭ら降伏派の文官が、諸葛亮をやり込めようとしている場に現れ、文官らを一喝し、諸葛亮を孫権の元に招いている。後に周瑜が孫権の下に駆けつけると、程普らと共に主戦論を唱える。
開戦後、曹操の大軍を前に衆寡敵せずと見た黄蓋は、周瑜に火攻めを提案し、その実現のための奇策を実行する。まず、偽りの投降を曹操に信用させるため、降将である蔡和・蔡中を含む諸将の前で周瑜との不和を演じ、また周瑜から棒叩きの刑を受けている。次に、黄蓋の計画を見抜きこれに同心することを申し出た闞沢を使者とし、曹操に対し偽りの書簡を送り、先鋒となる自分が時期を計って裏切る旨を伝えさせている。その際に孫軍に潜んでいた間者が、曹操にこれを報告したため、曹操は黄蓋の投降が偽りではなく、周瑜に対する不満によるものと信じることになる。自らを傷つけることで敵を偽って信用させ、起死回生の策を行なったこの黄蓋の行為が、苦肉の策の語源となった。
黄蓋は闞沢や甘寧と共に準備を整え、合戦が始まると投降を装って曹操軍に近づき、自軍の軍船に積んだ薪や油に火を放って、曹操軍の船団に突入させている。龐統の連環の計によって船同士を鎖で繋いでいた曹操軍は、忽ち炎に包まれ大打撃を被ることとなるのである。その際、逃亡する曹操を見つけ追撃するものの、曹操軍の張遼から矢を受け負傷し、撤退している。最後は落水し韓当に救われている。